# Batalla de Tokmak
La batalla de Tokmak fue un enfrentamiento militar que se centró alrededor de la ciudad ucraniana de Tokmak, óblast de Zaporiyia, entre las Fuerzas Armadas de Ucrania (AFU) y las fuerzas armadas de Rusia. Estas acciones militares fueron el resultado de la invasión rusa de Ucrania de 2022.

## Batalla
En la noche del 27 al 28 de febrero de 2022, según los informes de los medios, saboteadores militares rusos que formaban parte de grupos de sabotaje y reconocimiento en el territorio de Ucrania y anteriormente robaron un uniforme militar de las Fuerzas Armadas de Ucrania de uno de los depósitos militares, entraron en batalla con el ejército ucraniano.
Según el Centro de Comunicaciones Estratégicas y Seguridad de la Información, las batallas militares tuvieron lugar esa noche entre saboteadores rusos vestidos con uniforme ucraniano y las Fuerzas Armadas de Ucrania. Los rusos fueron identificados porque llevaban chalecos antibalas del ejército ruso.

## Consecuencias
Según la Administración Militar de Zaporiyia, como resultado de la confrontación, Rusia perdió una gran cantidad de personal y se retiró a las afueras del sur de Tokmak. El 7 de marzo, la administración militar regional ucraniana del óblast de Zaporiyia declaró que las fuerzas rusas habían capturado hasta ahora las ciudades de Berdiansk, Enerhodar, Melitópol, Vasylivka, Tokmak y Polohy en este óblast.